# MISTY1

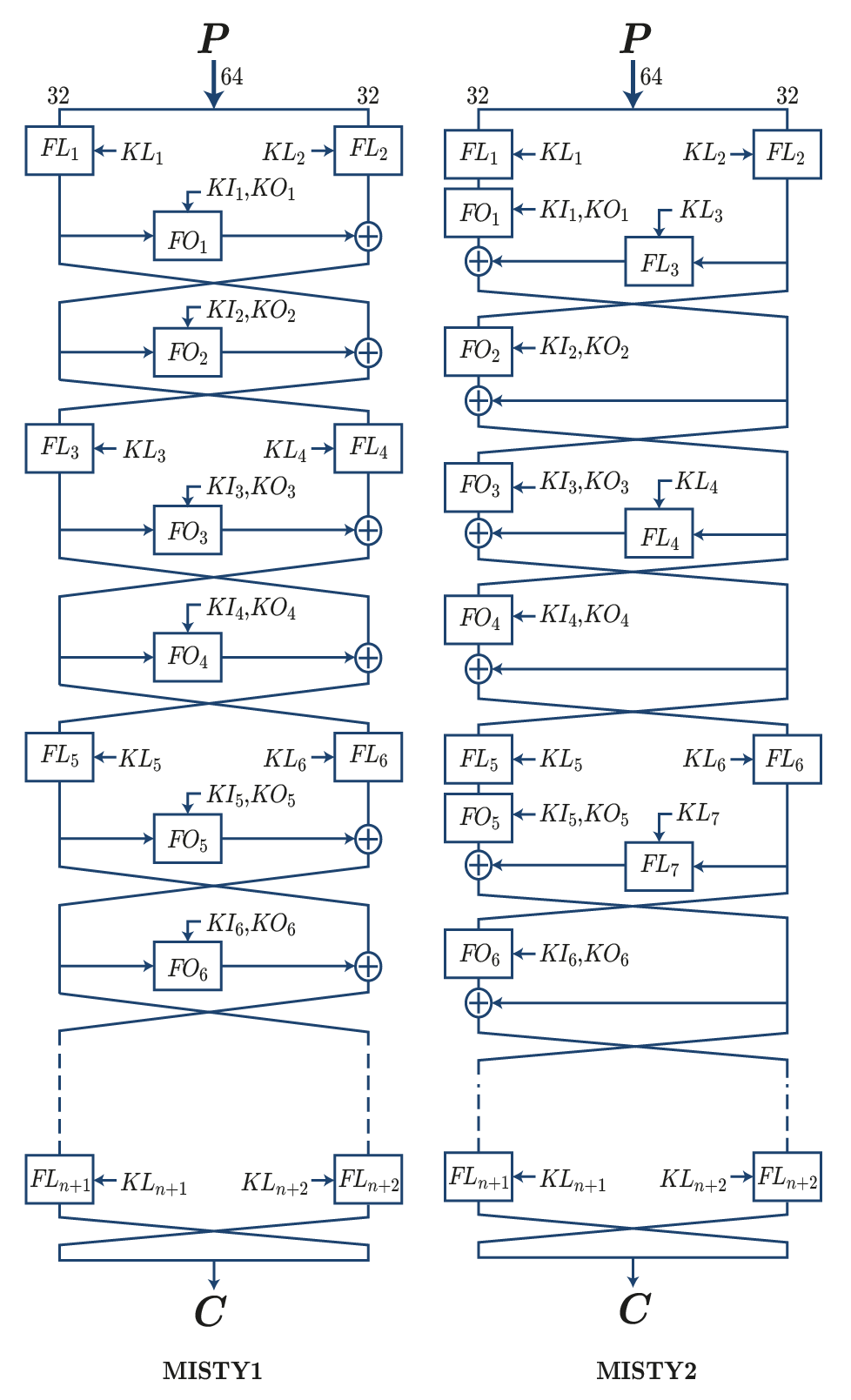

MISTY1 (oder MISTY-1) ist ein 1995 von Mitsuru Matsui und anderen für Mitsubishi Electric entwickelter symmetrischer Blockverschlüsselungsalgorithmus. Er ist einer der ausgewählten Algorithmen im NESSIE-Projekt und wurde vom CRYPTREC-Project der japanischen Regierung zur Verwendung vorgeschlagen.
Der Name kann für „Mitsubishi Improved Security Technology“ (etwa: „Mitsubishi verbesserte Sicherheitstechnik“) oder für die Initialen der beteiligten Entwickler (Mitsuru Matsui, Tetsuya Ichikawa, Toru Sorimachi, Toshio Tokita und Atsuhiro Yamagishi) stehen.
MISTY1 ist ein Feistelnetzwerk mit einer variablen Anzahl von Durchgängen (jede Vielfache von 4; 8 sind empfohlen) und arbeitet mit 64-Bit-Blöcken und weist eine Schlüssel-Länge von 128 Bit auf. MISTY1 hat eine innovative rekursive Struktur.
Es ist bewiesen, dass er gegen lineare und differentielle Kryptoanalyse sicher ist.
Der (im RFC 2994 beschriebene) Algorithmus ist für akademische (non-profit) Verwendung frei verfügbar, allerdings von Patenten geschützt.

## Andere Algorithmen
Zwei verwandte Designs sind MISTY2 und KASUMI. Letzterer wird in Vertraulichkeits- und Integritäts-Algorithmen in 3GPP-Mobiltelefonen eingesetzt.